# 细白环蛇
细白环蛇（学名：Lycodon subcinctus），又名细白链蛇，为游蛇科白环蛇属的爬行动物。分布于越南、老挝、泰国、柬埔寨、马来西亚、印度尼西亚、菲律宾以及中国大陆的广西、海南、福建等地，一般生活于平原或山地。该物种的模式产地在印度尼西亚爪哇。

## 保护
本种于2023年被收录入《有重要生态、科学、社会价值的陆生野生动物名录》。